# Neustadt (Herford)

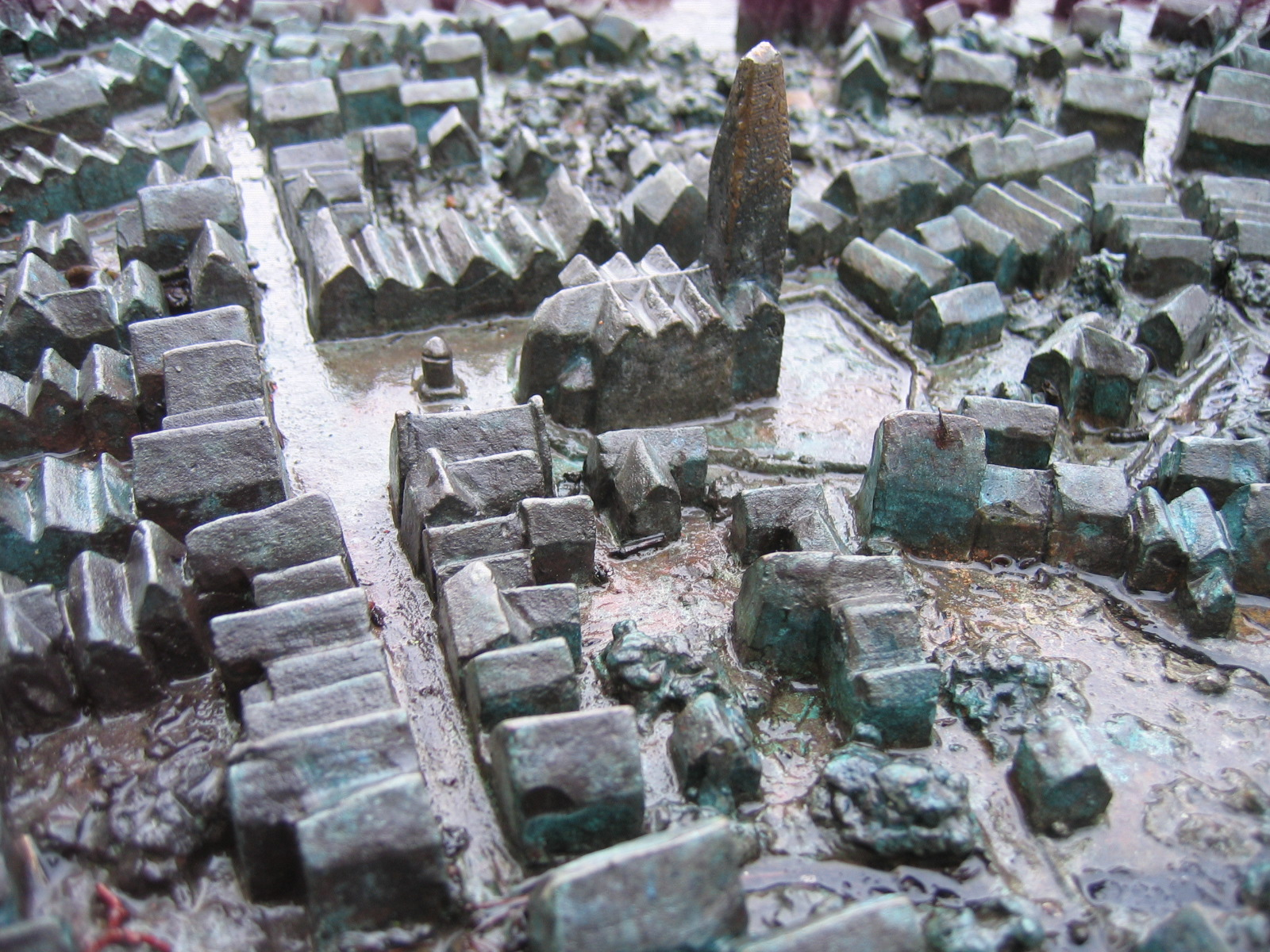
Modell der Herforder Neustadt im Mittelalter

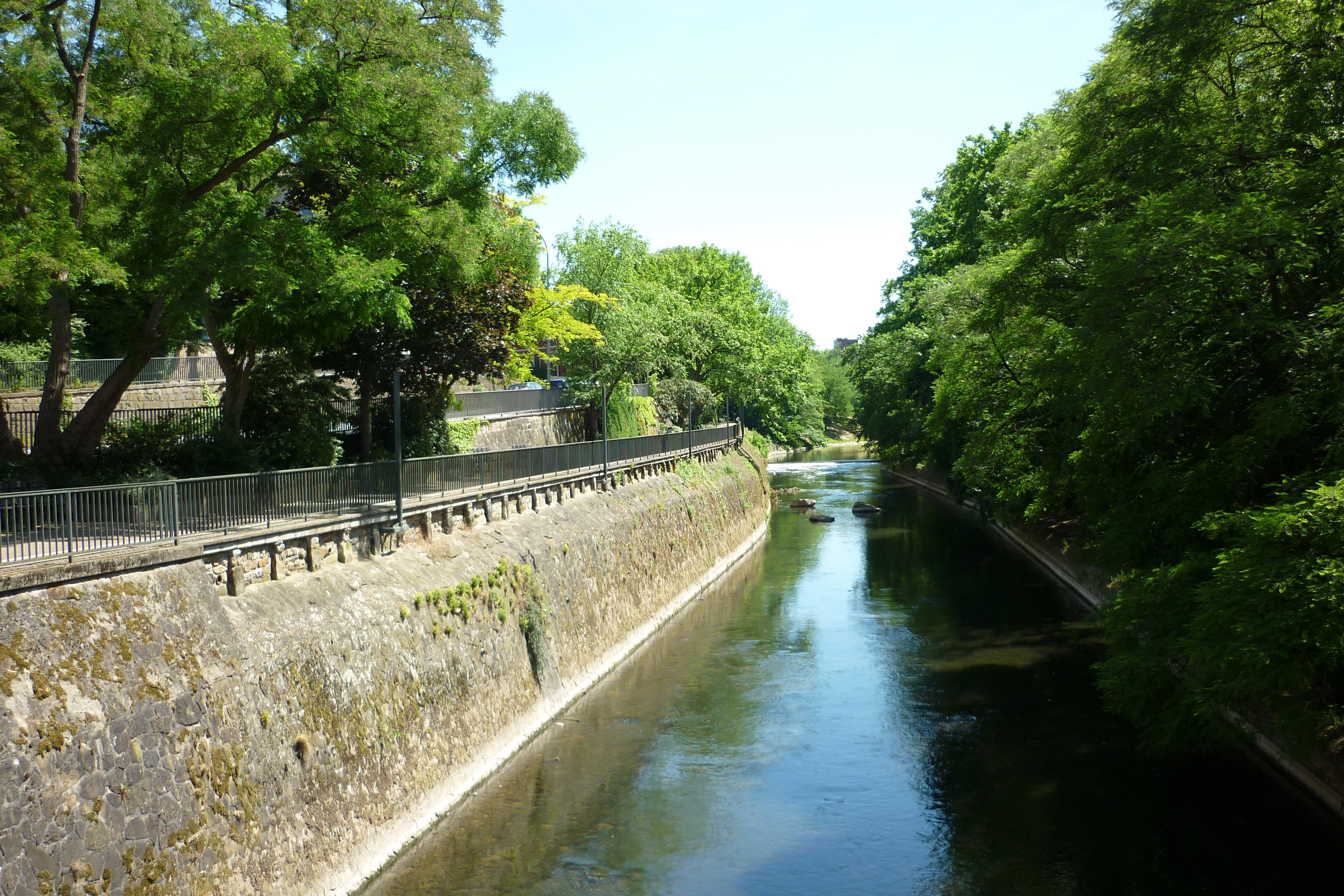
Die Werre zwischen Lübbertor und Bergertor, rechts die Neustadt, links die Neustädter Feldmark

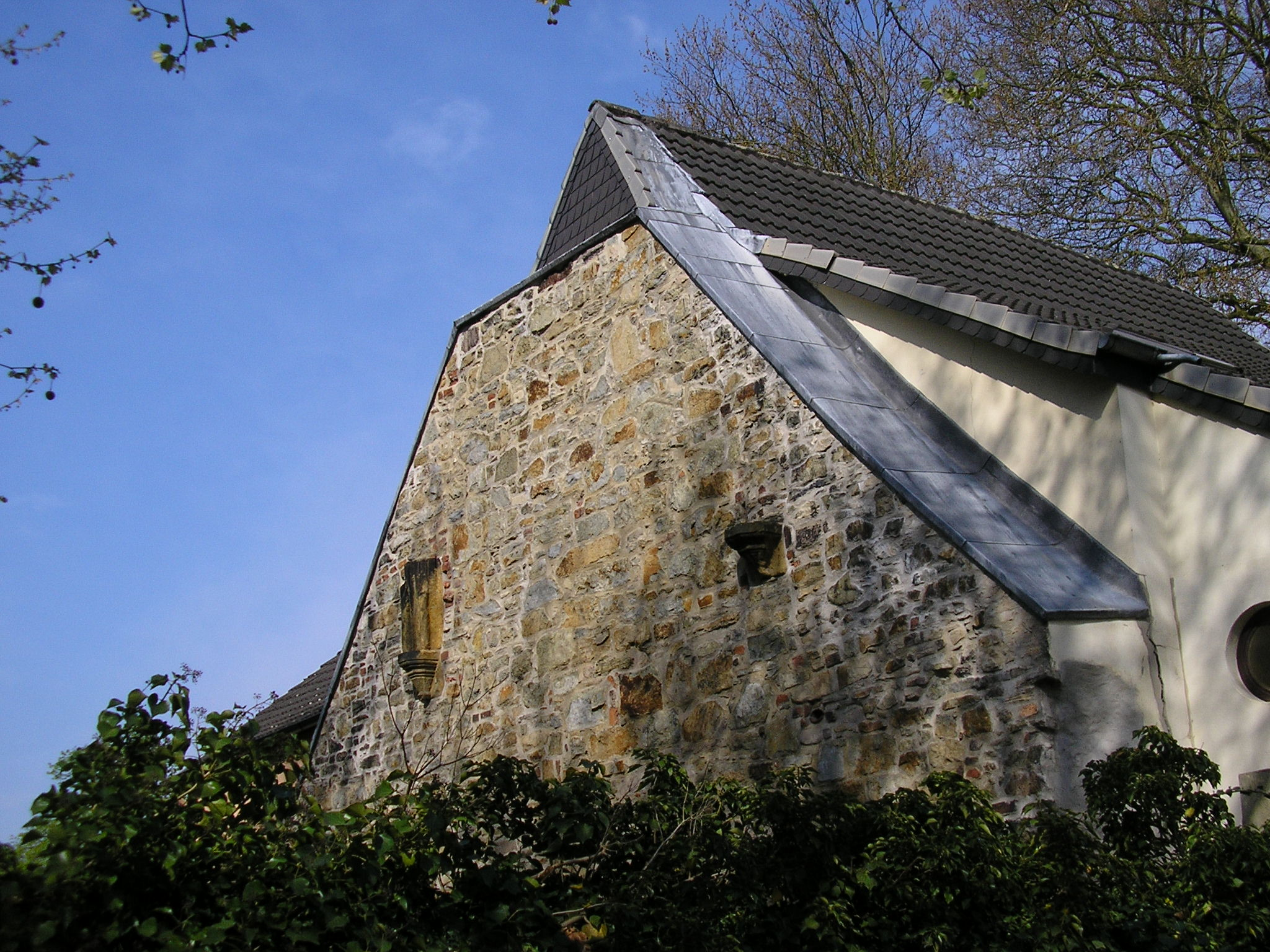
Die Ruine der Süsternkapelle

Die Neustadt ist einer von drei Teilen der Herforder Innenstadt und gehört zum offiziellen Stadtteil Herford-Stadt.

## Lage
Umgrenzt wird die Neustadt von der Werre im Nordosten, der Bowerre im Süden und Westen und der Aa im äußersten Nordwesten. Die Bowerre verläuft von der Werre am Bergertor zur Aa im Bereich des Steintorwalls. Sie ist bis auf ein kleines Stück kurz vor der Mündung verrohrt und zugeschüttet. Entlang der Werre verläuft mit dem Lübbertorwall und dem Bergertorwall ein Teil der Herforder Wallanlagen, die die Innenstadt umgeben. Jenseits der ehemaligen Bowerre liegt die Altstadt und stadtauswärts beginnt hinter der Werre die Neustädter Feldmark. Die Aa grenzt an die Radewiger Feldmark.

## Geschichte
Vor der Gründung der Neustadt in der ersten Hälfte des 13. Jahrhunderts, wurde die Altstadt durch ausgedehnte Sumpfgebiete der Werre im Bereich der heutigen Neustadt geschützt. Ausgrabungen im Bereich der Mittelstädter Mühle (heute Linnenbauerplatz) haben ergeben, dass der Boden hier zum großen Teil erst aufgefüllt werden musste, bevor die ersten Häuser der Neustadt gebaut werden konnten. Der Bodenaushub kam aus dem heutigen Flussbett der Werre zwischen Bergertor und Aa-Mündung. Somit wurde der alte Verlauf der Werre zur Bowerre. Der Name geht wohl auf das mitteldeutsche Wort „borne“ zurück, das Brunnen, aufsprudelndes Wasser oder Tränke heißen kann.
Die Herforder Neustadt wurde im Jahre 1224 von der damaligen Herforder Äbtissin des Reichsstifts Herford und dem Erzbischof von Köln als Schutzherrn gegründet.
Um das Jahr 1400 wurde die Mittelstädter Brücke errichtet, eine der wenigen Verbindungen zwischen Alt- und Neustadt. Dort stand an der Bowerre die wasserbetriebenen Abteimühle oder Mittelstädter Mühle. Sie wurde abgerissen, als die Bowerre 1972 zugeschüttet wurde. Die Geschichte der Mühle reicht bis ins 10. Jahrhundert zurück.
Im 15. Jahrhundert entstanden auf dem Holland das Fraterhaus und die Süsternkapelle, die die Reformation überdauerten.
Im Jahre 1634 wurden die Neustadt mit der Altstadt vereinigt. Bis dahin hatte die Neustadt einen eigenen Bürgermeister.
Am 24. Juli 1638 (im Dreißigjährigen Krieg) wurde die Stadt Herford von einem Großfeuer heimgesucht, das einen Teil der Neustadt und fast die gesamte Radewig (den dritten Teil der Innenstadt) zerstörte.
Weiteres zur Geschichte siehe unter Geschichte der Stadt Herford.

## Straßen, Plätze, Fußgängerzone

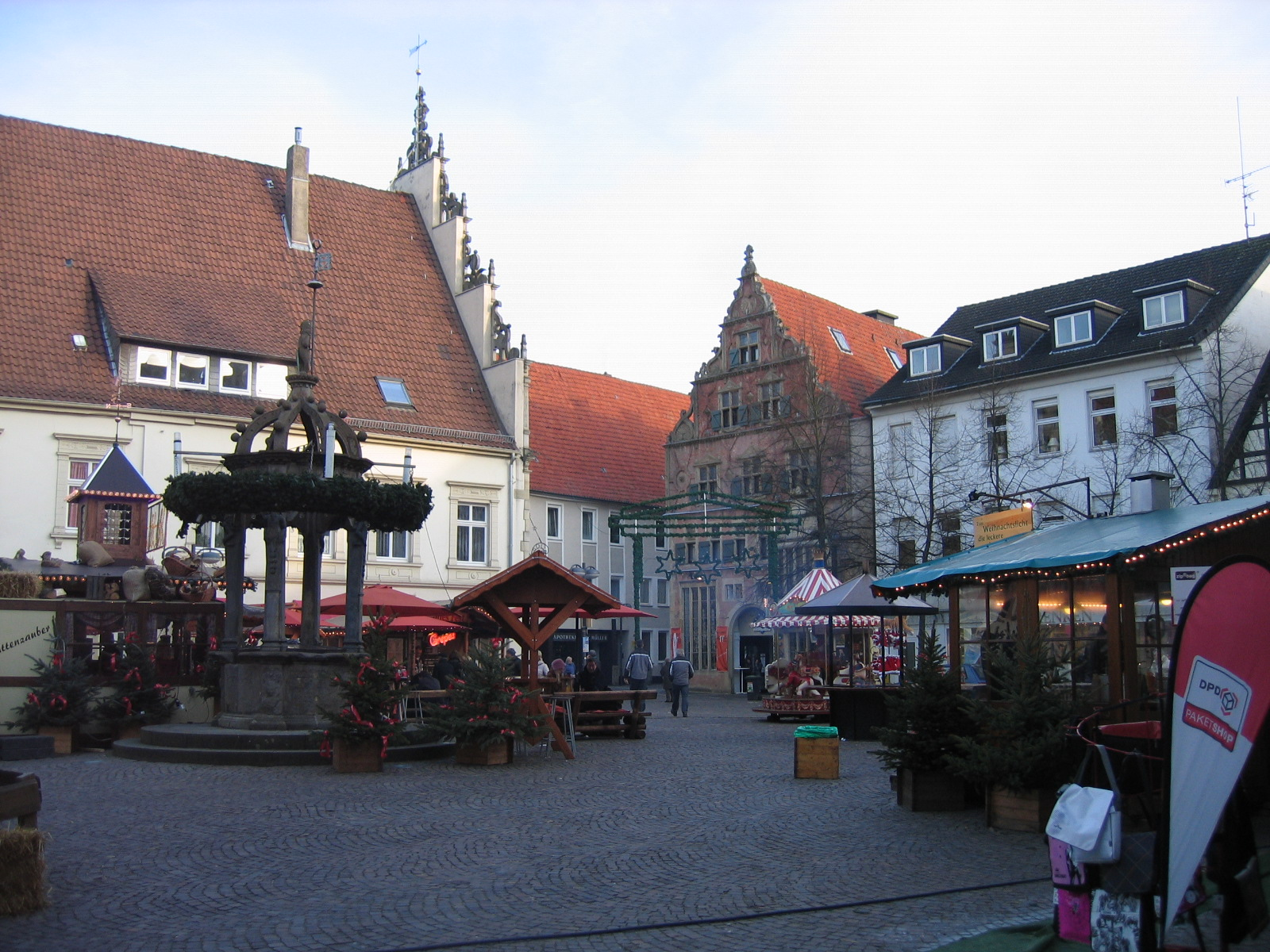
Neuer Makt

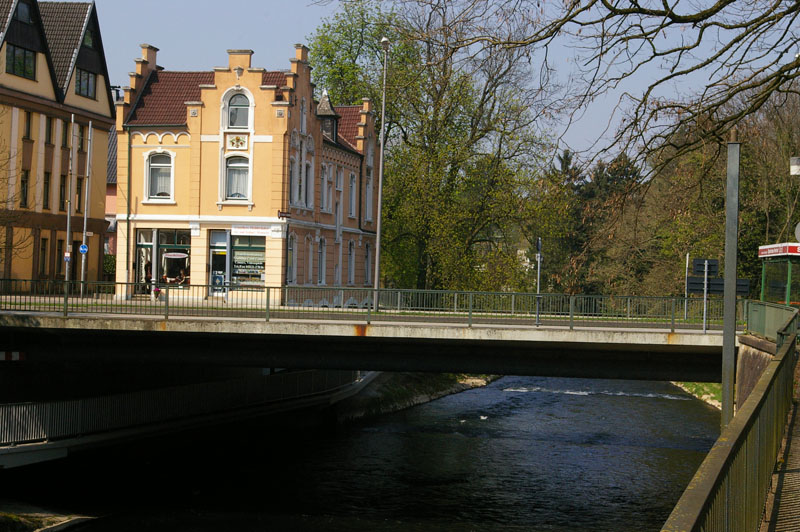
Lübbertorbrücke über die Werre, links die Neustadt, rechts die Neustädter Feldmark

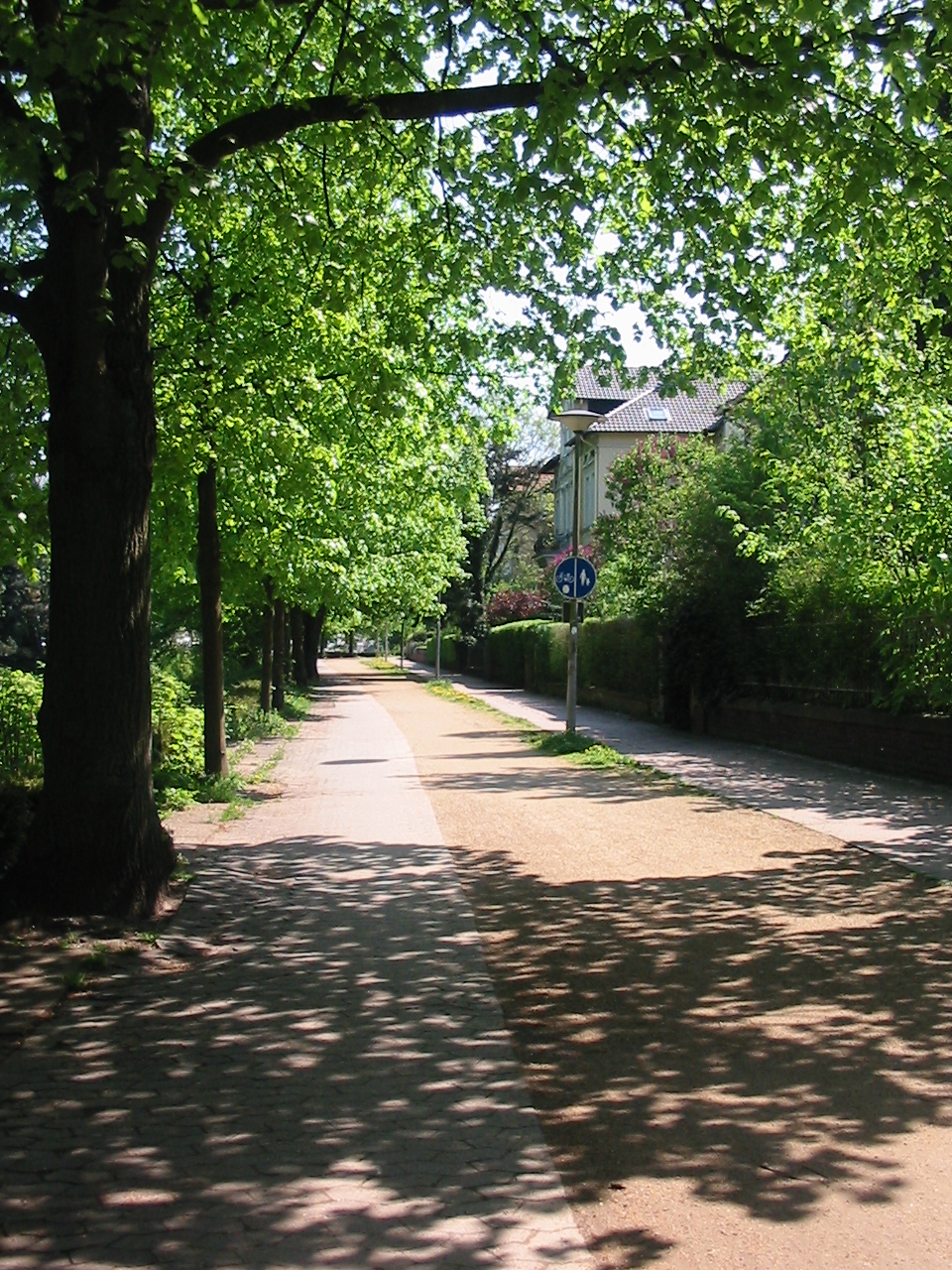
Lübbertorwall

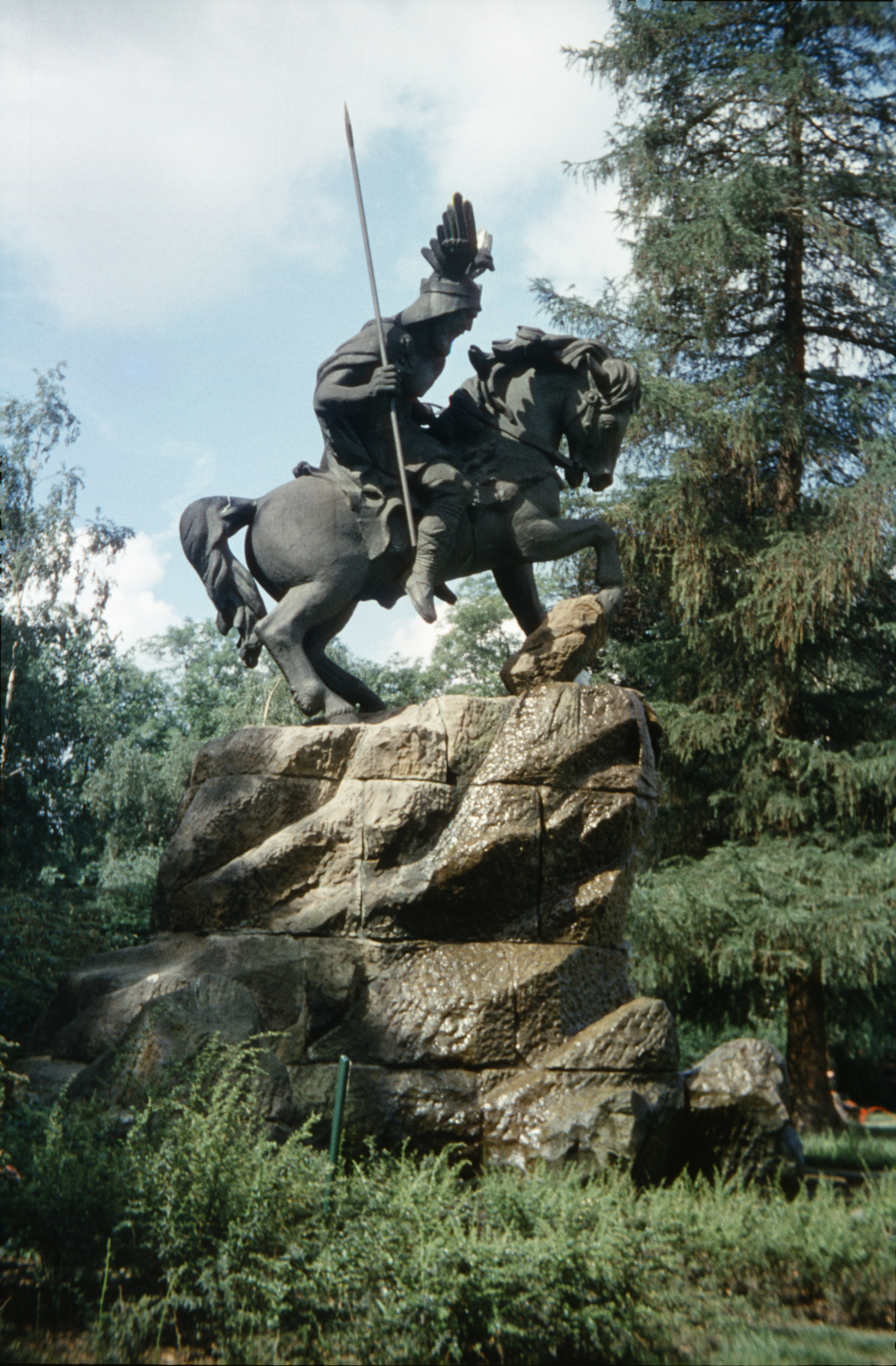
Wittekinddenkmal

### Fußgängerzone
Zentraler Platz der Neustadt ist der Neue Markt, der Teil der 1968 geschaffenen Herforder Fußgängerzone ist, die von der Lübberstraße über den Neuen Markt in die Höckerstraße verläuft. In der Altstadt setzt sich die Fußgängerzone über die Straße „Gehrenberg“, den Alten Markt und die Bäckerstraße bis zur Aa fort, wo die Radewig beginnt.
Bis zur Fertigstellung der Herforder Umgehungsstraße in den 1930er Jahren verlief durch diese Straßen die Bundesstraße 61. Auch danach führte bis zur Fertigstellung des Innenstadtrings und der Einrichtung der Fußgängerzone der gesamten Verkehr von und in Richtung Norden durch die Innenstadt.

### Neuer Markt
Der Neue Markt ist als Zentrum der Herforder Neustadt und als Teil der Herforder Fußgängerzone einer der schönsten Herforder Plätze und geprägt von Fachwerk- und Renaissancearchitektur. Dort treffen sich die Lübberstraße, die Credenstraße, die Komturstraße, die Höckerstraße, die Hämelinger Straße und die Petersilienstraße.

### Lübberstraße, Lübbertor und Lübbertorwall
Die Lübberstraße, die zwischen dem Neuen Markt und dem Lübbertor, einem der fünf ehemaligen Herforder Stadttore, verläuft, führte früher einmal zum Gelände des sächsischen Hofes Libbere. Die Straße ist bis auf den nördlichen Teil zwischen Berliner Straße und Werre Teil der Fußgängerzone. Vom Lübbertor führt der Lübbertorwall in Richtung Nordwesten an der Werre entlang.

### Petersilienstraße und Frühherrenstraße
Zwischen dem Neuen Markt und der Berliner Straße verläuft neben der Johanniskirche die Petersilienstraße. Gegenüber dem Frühherrenhaus (siehe unten) steht seit Oktober 2017 auf dem Grundstück der Johanniskirche das Kunstwerk Ich habe genug. Die Frühherrenstraße ist eine kurze Sackgasse, die neben dem Frühherrenhaus von der Petersilienstraße abzweigt.

### Komturstraße
Die Komturstraße wurde 1886 nach dem Hof des Vorstehers, des Kommendators benannt. Zuvor hieß sie seit dem Mittelalter Gottesrittergasse.

### Höckerstraße
Die Höckerstraße hat ihren Namen von den Händlern erhalten, die im Mittelalter in Herford ihre Waren „verhökerten“. Im Mittelalter sprach man das ö wegen des folgenden c lang aus. Das seit 1973 jährlich stattfindende Hoekerfest soll an die Händler erinnern. Das Bürgermeisterhaus (Crüwell-Haus) in der Höckerstraße 4 hat einen spätgotischen Treppengiebel aus dem Jahr 1538.

### Wilhelmsplatz
Der Wilhelmsplatz ist eine Grünanlage innerhalb der Herforder Wallanlagen. Er wurde 1885 zu Ehren es damaligen deutschen Kaisers angelegt.
Auf dem Wilhelmsplatz steht das Wittekinddenkmal, das den Widersacher Karls des Großen Widukind auf einem Pferd sitzend darstellt. Das Reiterstandbild stellt das Quellwunder dar, nach dem sich Widukind christlich taufen ließ. Als sein Pferd nämlich beim Ritt durch das Wiehengebirge scharrte und eine Quelle hervortrat, sah Widukind dieses als Zeichen an, sich zum Christentum zu bekennen.
Im Haus Wilhelmsplatz Nr. 7 soll der sog. Wunderheiler Bruno Gröning im Jahre 1949 angeblich einen unheilbar kranken Jungen geheilt haben.
Am westlichen Rand des Wilhelmsplatzes steht an der Schillerstraße ein Schillerdenkmal.

### Schillerstraße
Die Schillerstraße beginnt am Steintorwall, wo die Bowerre die Grenze zwischen der Altstadt und der Neustadt bildet. Die Fortsetzung der Schillerstraße jenseits der Bowerre in der Altstadt ist die Arndtstraße. Im Norden verlässt die Schillerstraße die Neustadt an der Schillerbrücke über die Aa und führt in der Radewiger Feldmark bis zum Bahndamm. Von 1933 bis 1945 hieß die Schillerstraße nach einem in Herford wohnenden NSDAP-Mitglied Panförderstraße.

### Berliner Straße
Der seit den 1960er Jahren angelegte vierstreifige Innenstadtring, dem große Teile der Neustadt, der Freiheit und der Radewig zum Opfer fielen, erhielt abschnittsweise den Namen Berliner Straße. Kurz vor dem 20. Jahrestag des Falls der Berliner Mauer wurde Anfang November 2009 im Bereich der Einmündung der Straße Holland in die Berliner Straße ein einen Meter breites Mauerstück als Denkmal aufgestellt. Es stand damals am Brandenburger Tor.

### Holland
Auf einem kleinen Stück der Berliner Straße verläuft parallel die kleine Straße „Holland“. Die Straße hat ihren Namen seit 1886. Er lässt sich entweder aus dem alten Flurnamen „up dem Holtland“ (Holzland) oder aus dem Wort „Holand“ für „hohes Land“ ableiten. Letzteres lässt auf eine in alten Zeiten angeschwemmte flutfreie Erhebung schließen. Der Flurname lässt sich bis ins 13. Jahrhundert zurückverfolgen, u. a. mit Bezeichnungen wie „upme Hollande“ und „in lico dicto uppe deme Holland“.
An der Straße lag mit der „Holland-Schänke“ eine der ältesten Herforder Gaststätten. Im September 1884 wurde dort ein Gemischtwarenladen mit Ausschank eröffnet. Die Gaststätte hatte zunächst den Namen „Neutraler Staat“, der 1938, als der Kolonialwarenladen geschlossen wurde, in „Holland-Schänke“ geändert wurde. Sie wurde 2014 geschlossen.

### Endebutt
Von der Straße „Holland“ ist über eine Stichstraße die Straße „Endebutt“ zu erreichen, die in beiden Richtungen eine Sackgasse ist. Das Endebutt läuft parallel zum Lübbertorwall und zum Wilhelmsplatz. Da der Lübbertorwall nur für Fußgänger und Radfahrer zugelassen ist, sind die dort stehenden Häuser nur über das Endebutt mit Autos erreichbar.

### Bergertor und Bergertorwall

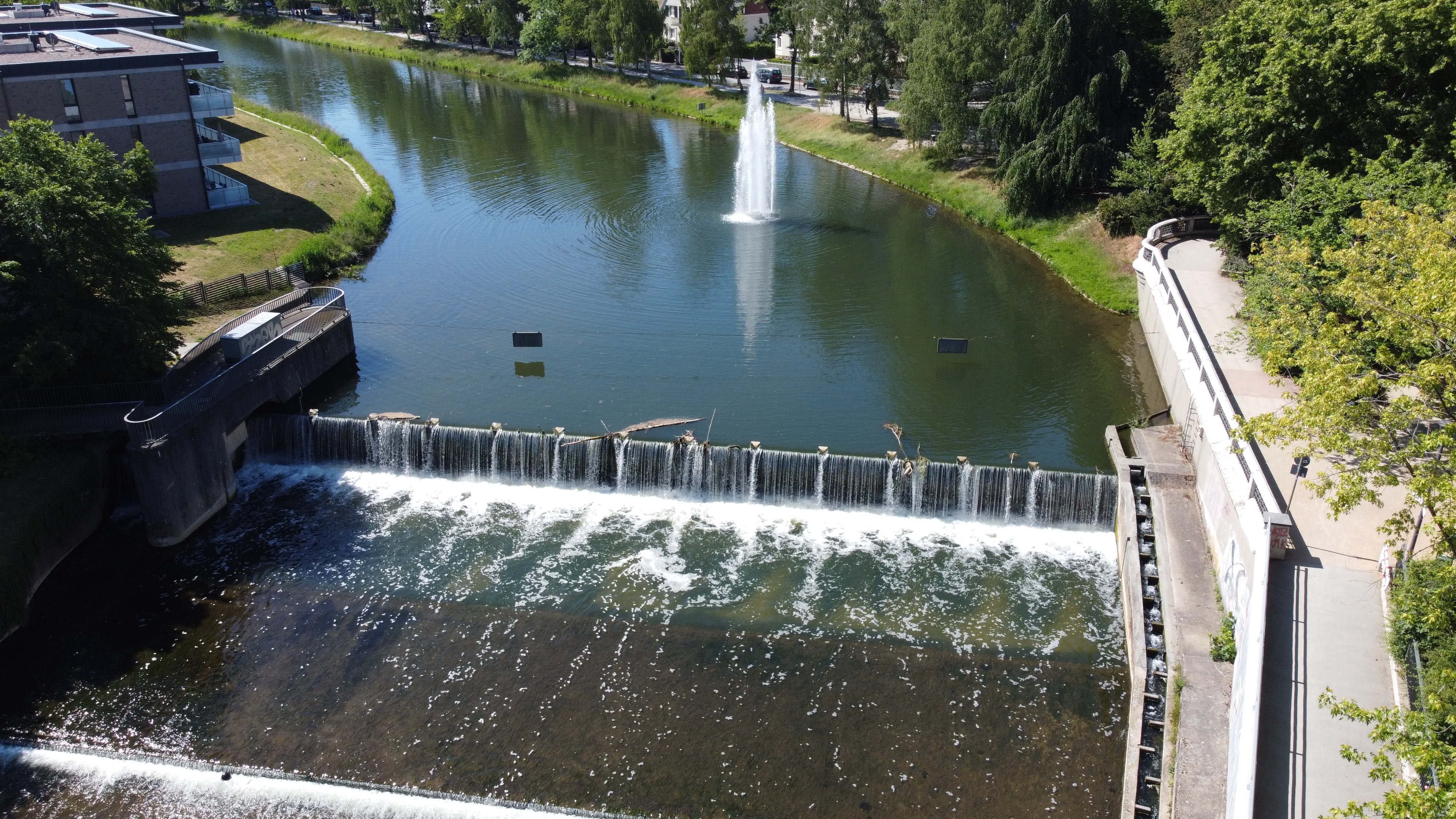
Bergertor

Am östlichen Ende der Berliner Straße liegt das Bergertor, eines der fünf ehemaligen Herforder Stadttore. Es trägt diesen Namen, weil es zum Stiftberg führt. Seit 1968 steht am Bergertor ein Kriegsopfer-Mahnmal. Am 30. Oktober 2010 wurden zwei Pylone des Künstlers Dennis Oppenheim in den weitläufigen Kreuzungsbereich am Bergertor gestellt. Zwischen dem Bergertor und dem Lübbertor verläuft der Bergertorwall entlang der Werre.

### Weitere Straßen
Weitere Straßen der Neustadt sind die Credenstraße, die Hämelinger Straße, die Klosterstraße und die Augustastraße.

## Sehenswürdigkeiten

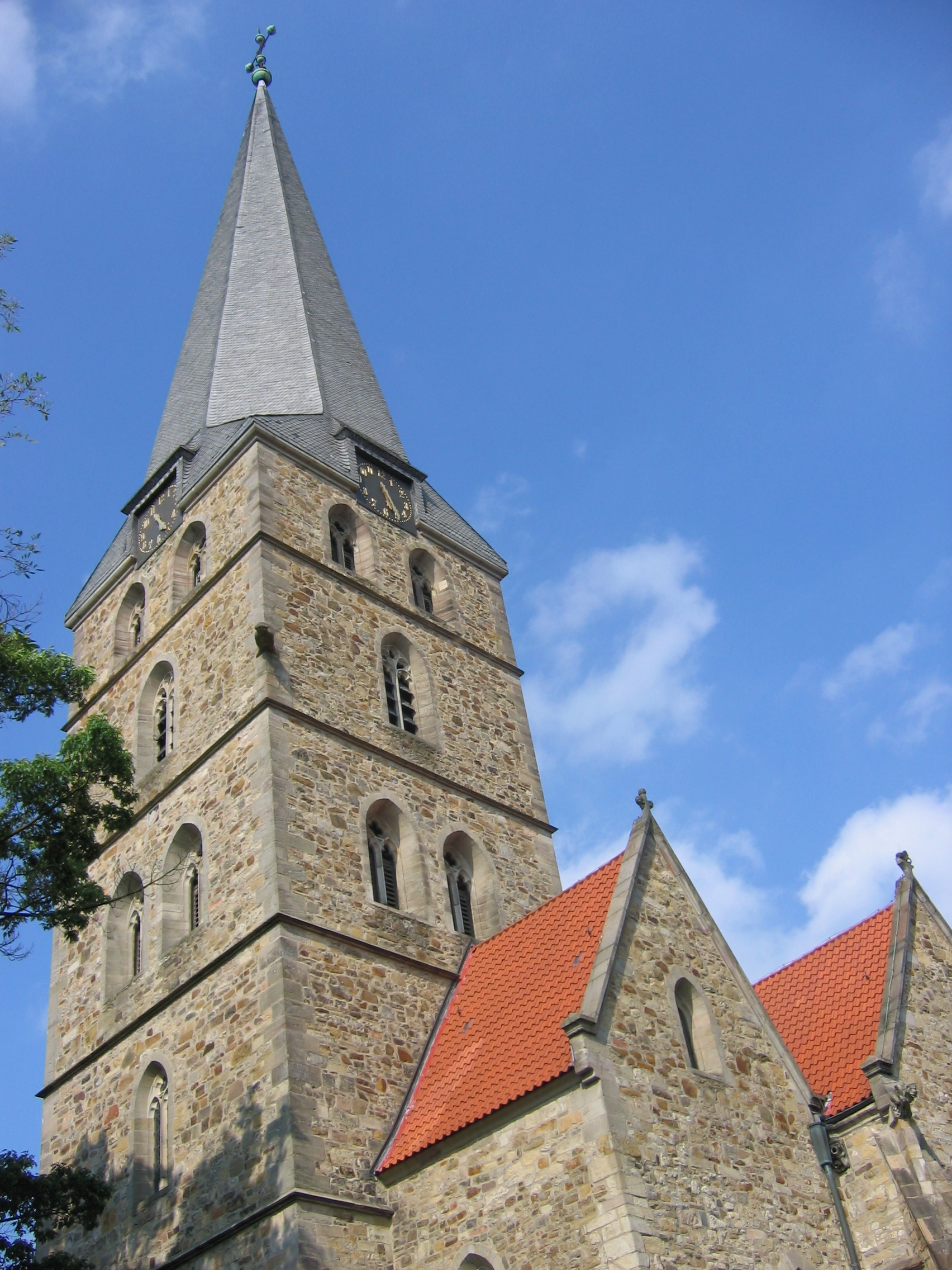
Johanniskirche

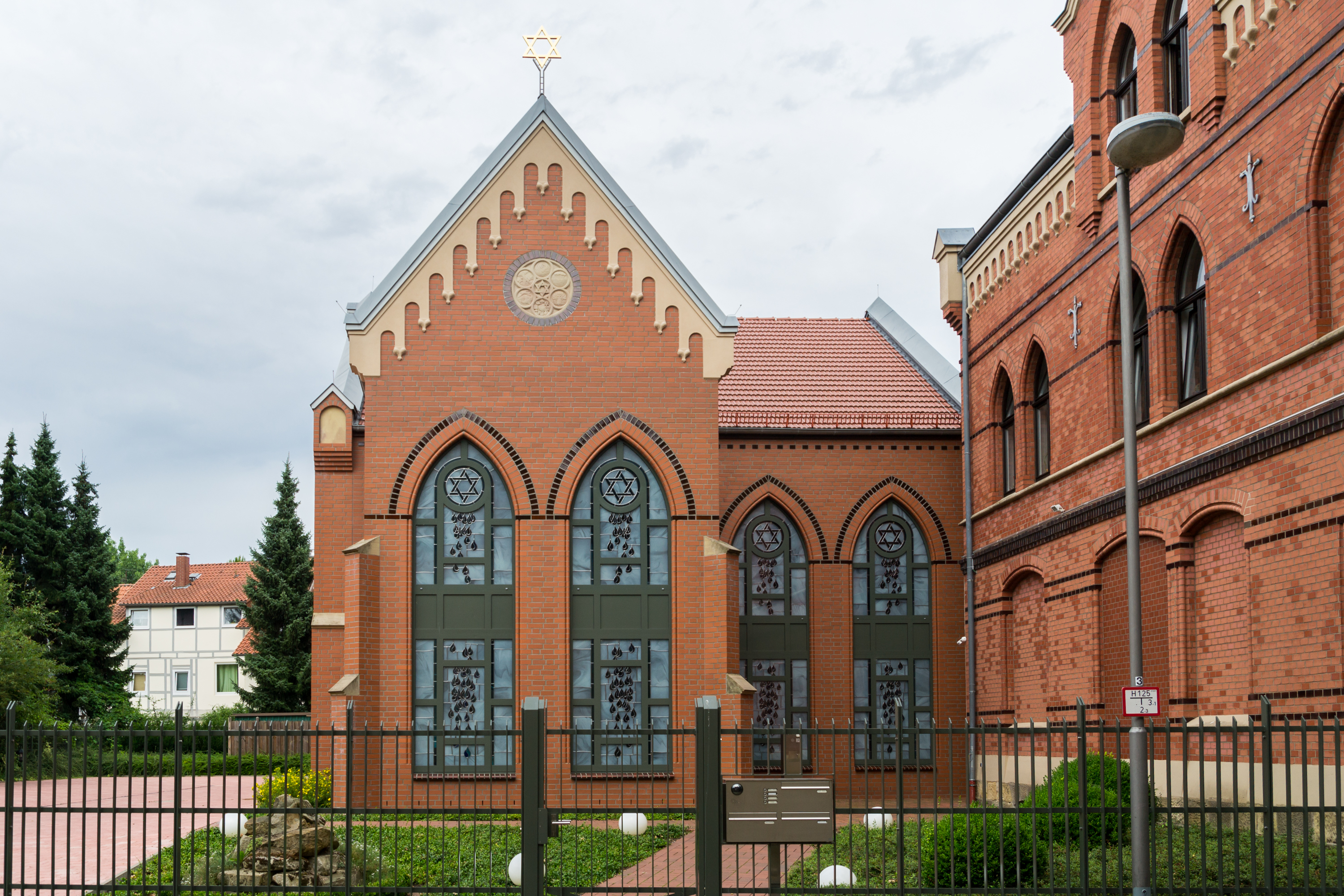
Synagoge

### Kirchen
Auf dem Neuen Markt steht die Johanniskirche, eine gotische Hallenkirche aus dem 14. Jahrhundert.
An der Komturstraße steht die katholische Kirche St. Johannes Baptist und am Wilhelmsplatz die evangelisch-reformierte Petrikirche.

### Synagoge
Die Jüdische Kultusgemeinde Herford-Detmold hat ihren Sitz in Herford. Ein Synagogen-Neubau auf dem Platz der am 9. November 1938 zerstörten Herforder Synagoge in der Komturstraße wurde am 14. März 2010 eingeweiht.

### Häuser

#### Neustädter Rathaus
Das am Neuen Markt stehende ehemalige Rathaus der bis 1634 selbstständigen Neustadt ist ein steinernes Giebelhaus mit mittelalterlichem Kern. Sein 1930 abgerissener Schaugiebel aus der Zeit der Weserrenaissance wurde 1988/89 rekonstruiert.

#### Wulferthaus
Das 1560 erbaute Wulferthaus am Neuen Markt wurde nach seinem Erbauer, dem Kaufmann und Ratsherren Jobst Wulfert benannt. Seit 1577/78 besitzt es einen Giebel im Stil der Lipperenaissance und verdeutlicht das Selbstbewusstsein des Herforder Kaufmanns- und Bürgertums. Irgendwann wurde das Äußere des Gebäudes erheblich verändert. Es wurden nicht nur die großen Fenster zur Credenstraße vermauert, die untere Hälfte der Zierfassade wurde auch fast vollständig vermauert und ein spätgotischer Erker abgebrochen. Zwischen 1977 und 1979 wurde das Haus von den damaligen Besitzern, der Familie Biermann, die dort jahrelang ein Delikatessengeschäft betrieben hatte, umfassend restauriert. Dabei wurden unter dem Putz alte Ansätze des Erkers und andere Reste ehemaliger Bauelemente gefunden. Auf Grund dieser Befunde wurden unter anderem der Dielentorbogen und die unteren Giebelfenster erneuert. Der Fronterker wurde in Anlehnung an Vorbilder, zu denen das Wippermann-Haus in Lemgo gehörte, einfühlsam rekonstruiert.

#### Frühherrenhaus
Im Frühherrenhaus in der Petersilienstraße, das ein Renaissance-Portal aus dem Jahre 1591 besitzt, hatten die St.-Dionys-Stiftsherren ihren Sitz. Im Jahre 1882 wurde in diesem Haus der U-Boot-Kommandant Otto Weddigen geboren. Das Gebäude wurde im Jahre 2006 von Grund auf saniert. Heute befindet sich darin die Kircheneintrittsstelle des Evangelischen Kirchenkreises Herford.

#### Bürgermeisterhaus
Das Bürgermeisterhaus ist ein unter Denkmalschutz stehendes gotisches Wohn- und Geschäftshaus in der Höckerstraße, das 1538 für den Bürgermeister der Herforder Neustadt, Heinrich Crüwell, erbaut wurde.

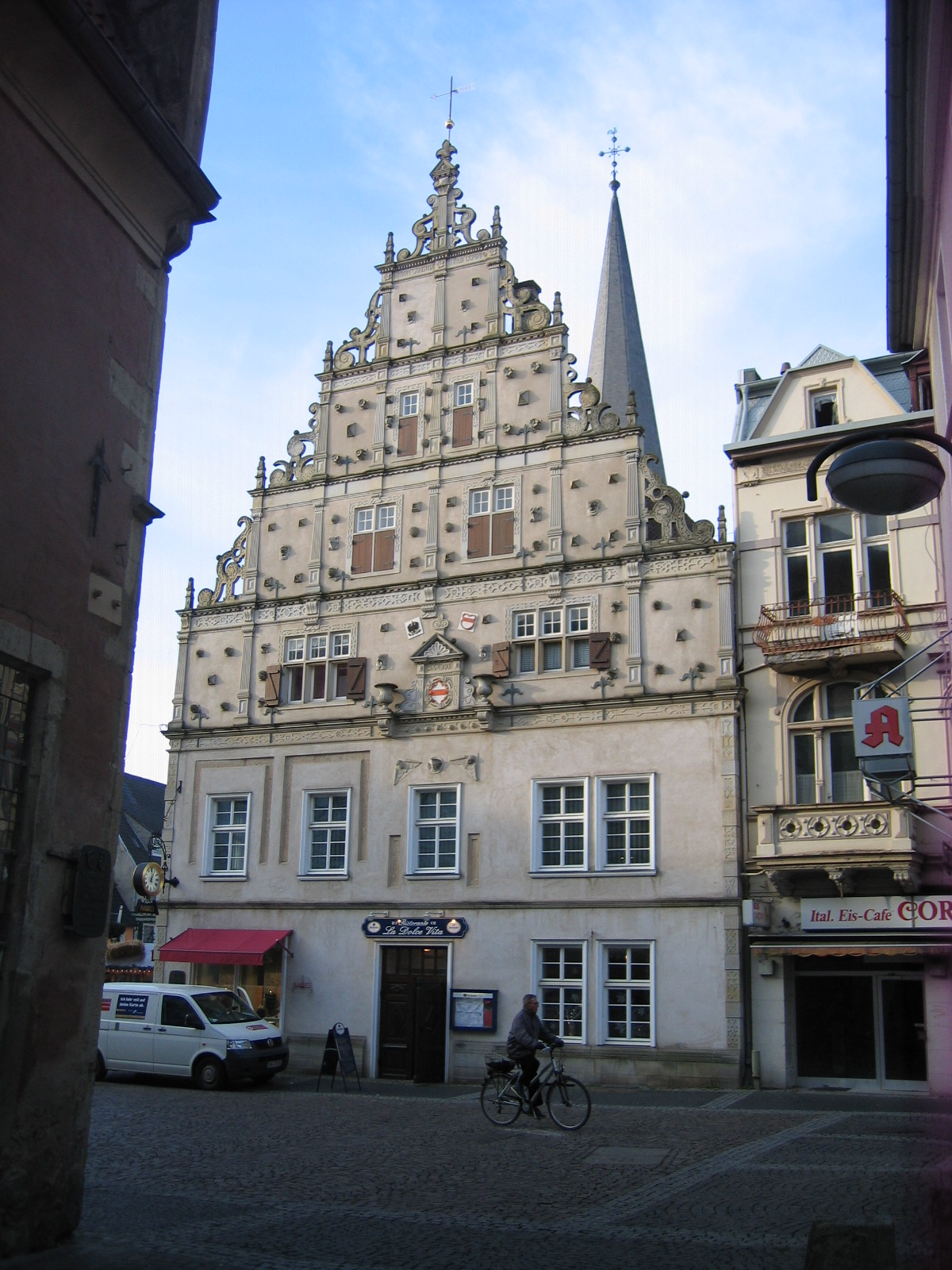
Neustädter Rathaus
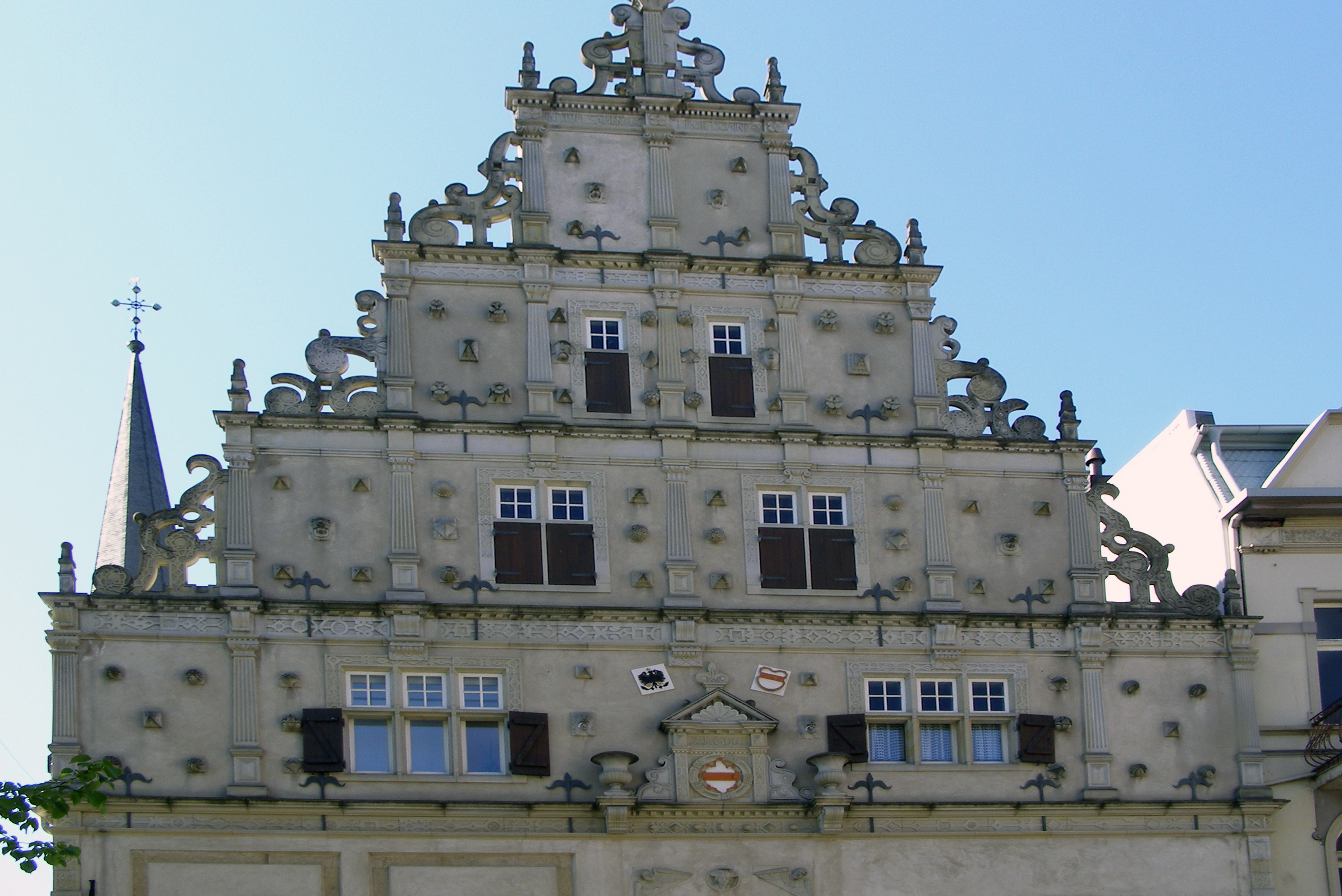
Giebel des ehemaligen Rathauses
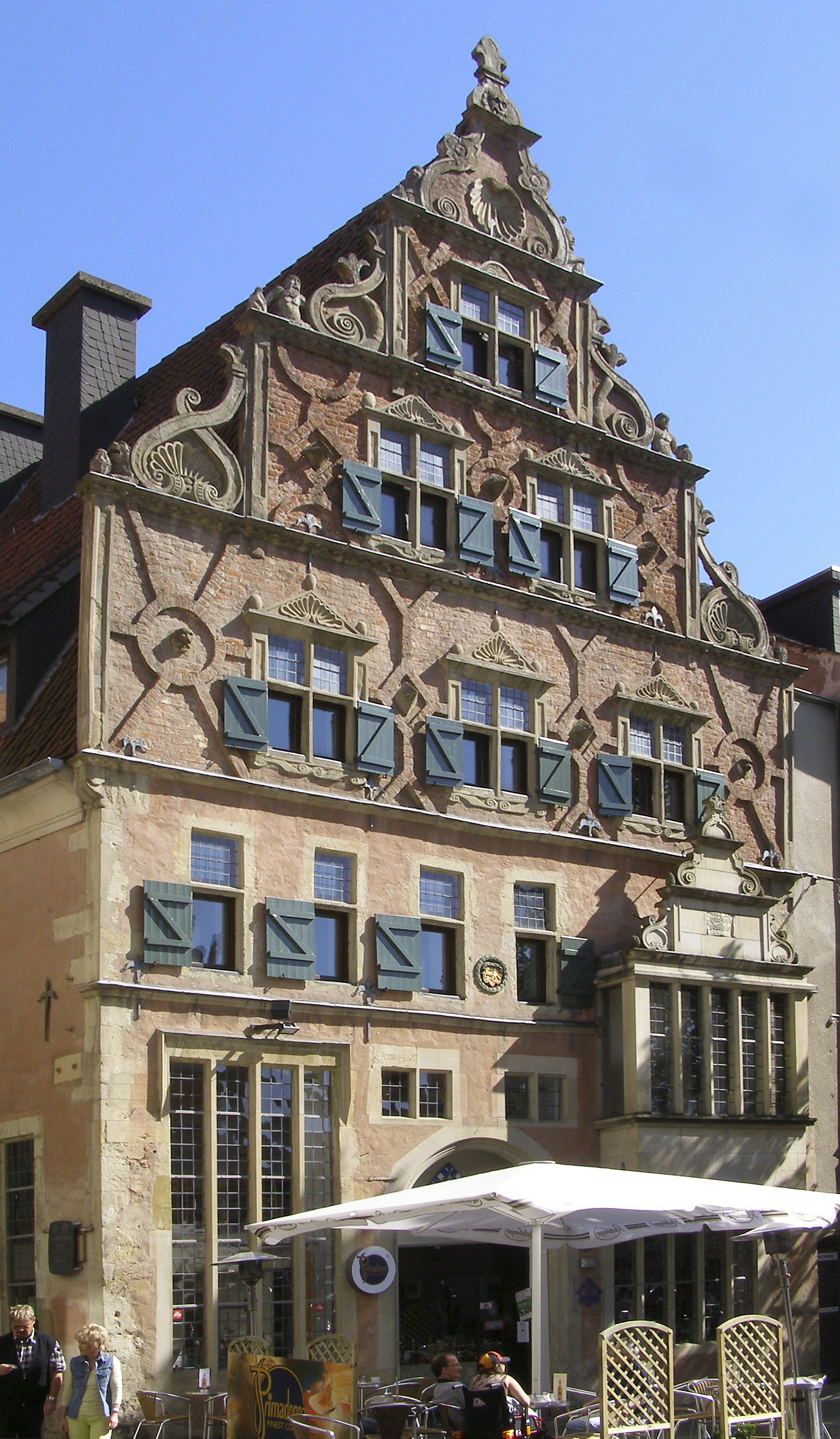
Wulferthaus
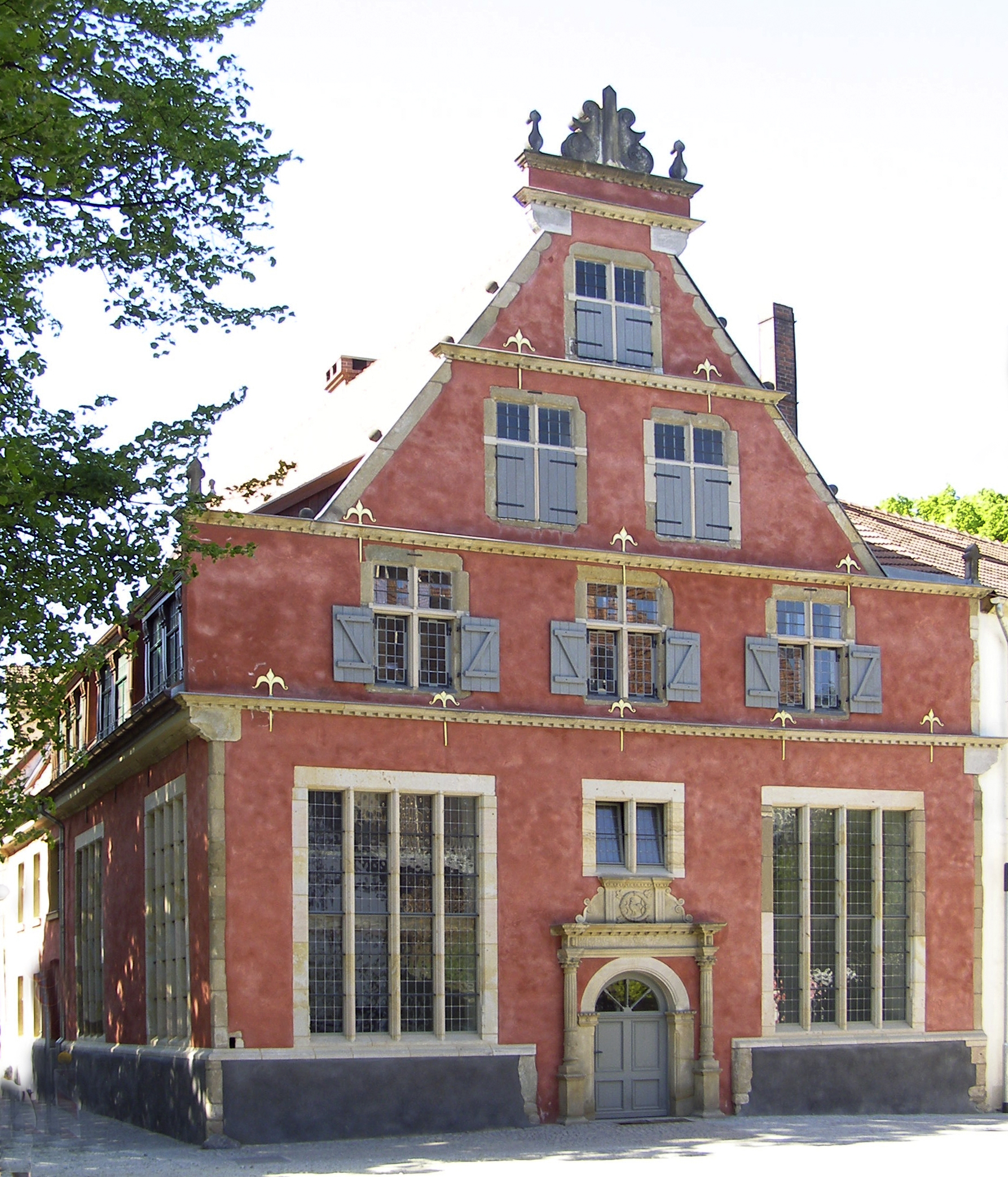
Frühherrenhaus
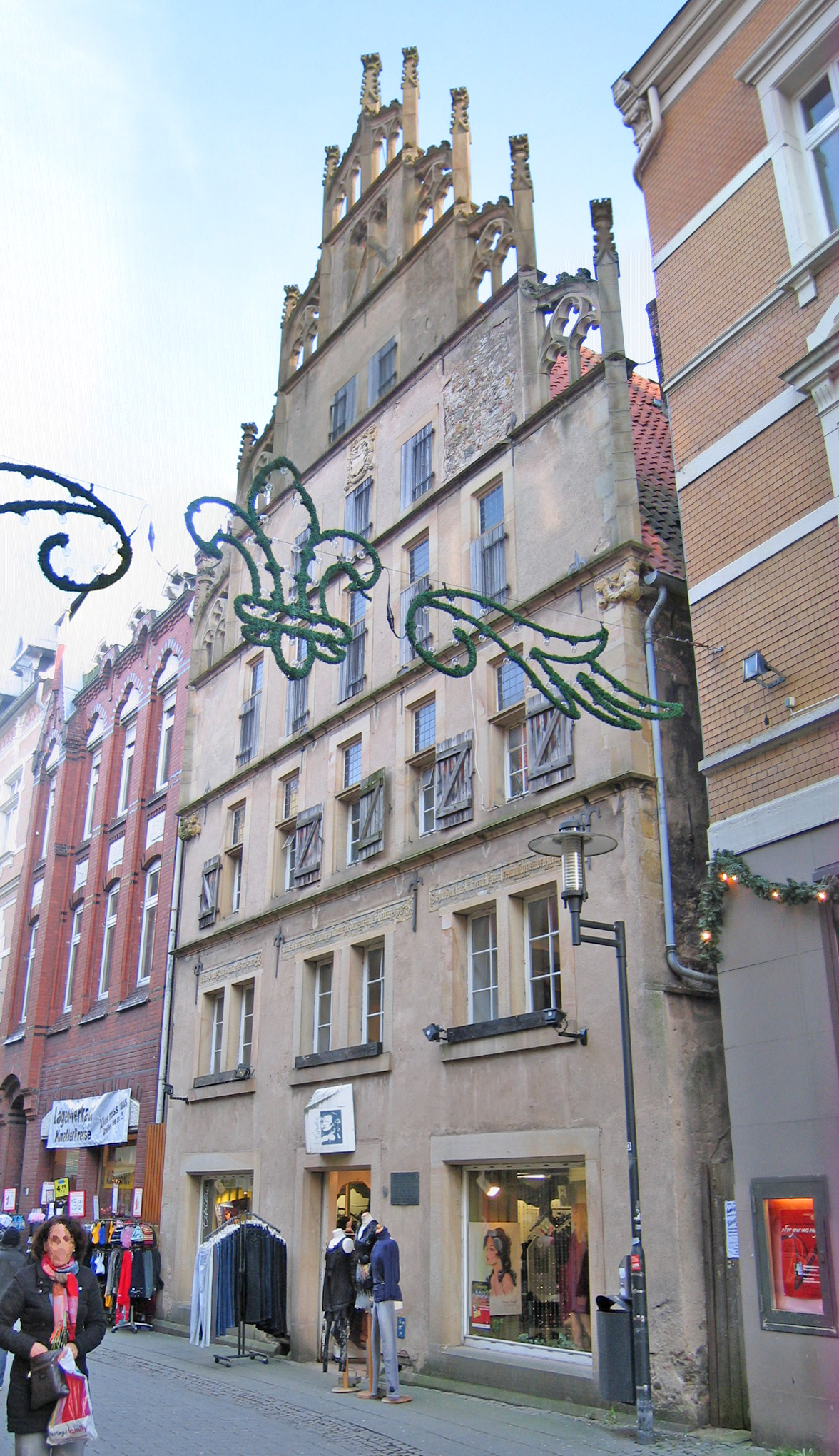
Bürgermeisterhaus

## Brunnen

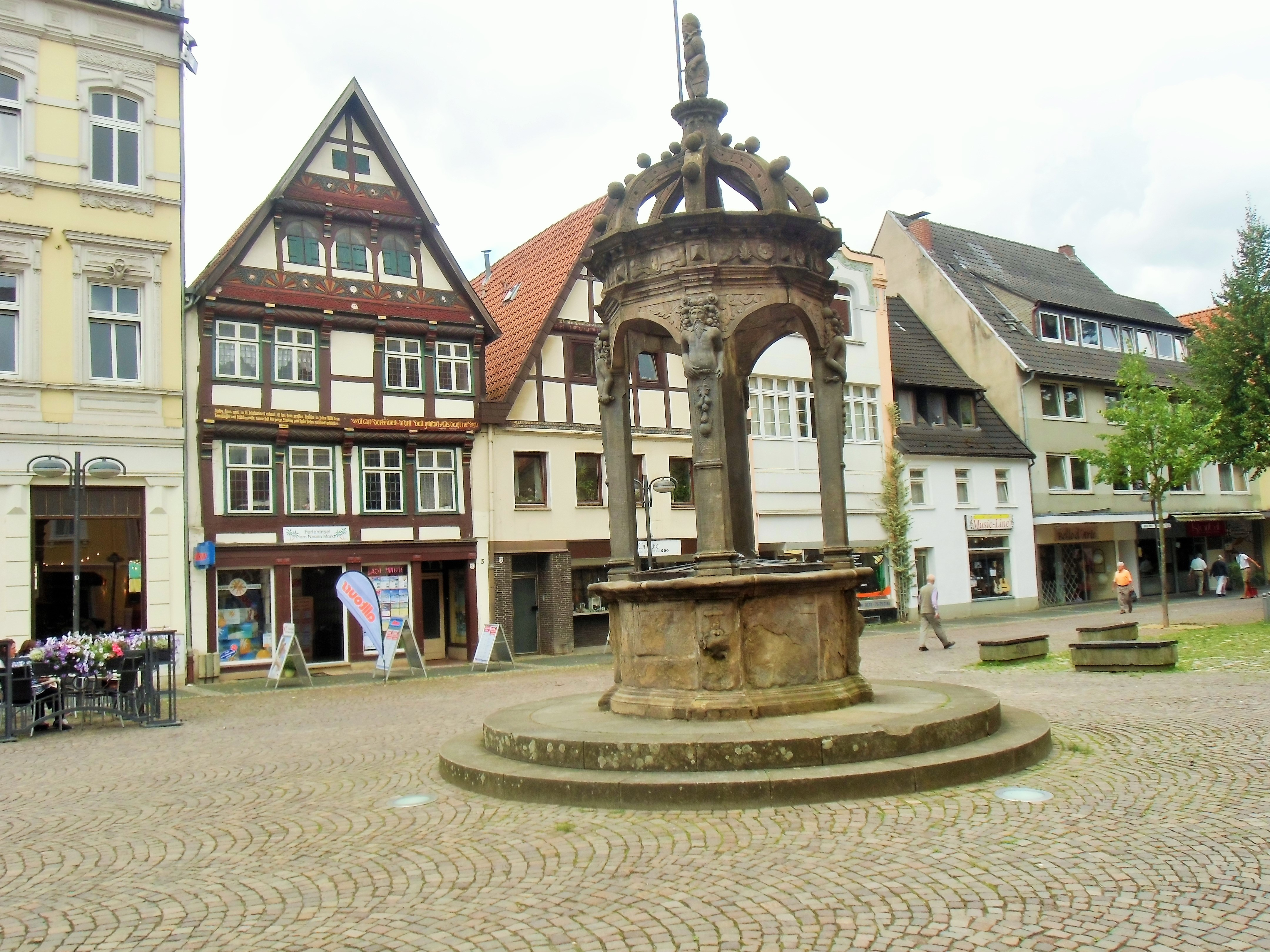
Neustädter Brunnen

Am nördlichen Ende der Lübberstraße stand bis Mitte 2016 der moderne, 1990 aufgestellte Hansebrunnen, der die Form einer Hansekogge hat und an die Mitgliedschaft Herfords in der mittelalterlichen Hanse erinnert. Er wurde im Zuge der Neugestaltung der Fußgängerzone in der Lübberstraße demontiert. Ein neuer Standort wurde noch nicht gefunden.
Auf dem Neuen Markt befindet sich der Neustädter Brunnen, ein Renaissancebrunnen aus dem Jahr 1599. Er zeigt einen Ritter mit Banner und Schild der freien Reichsstadt Herford. Der um 1830 von der Stadt verkaufte Brunnen wurde 1964 am alten Standort wieder aufgebaut.
Auf dem Wilhelmsplatz steht der bereits erwähnte Wittekindbrunnen.

## Schulen

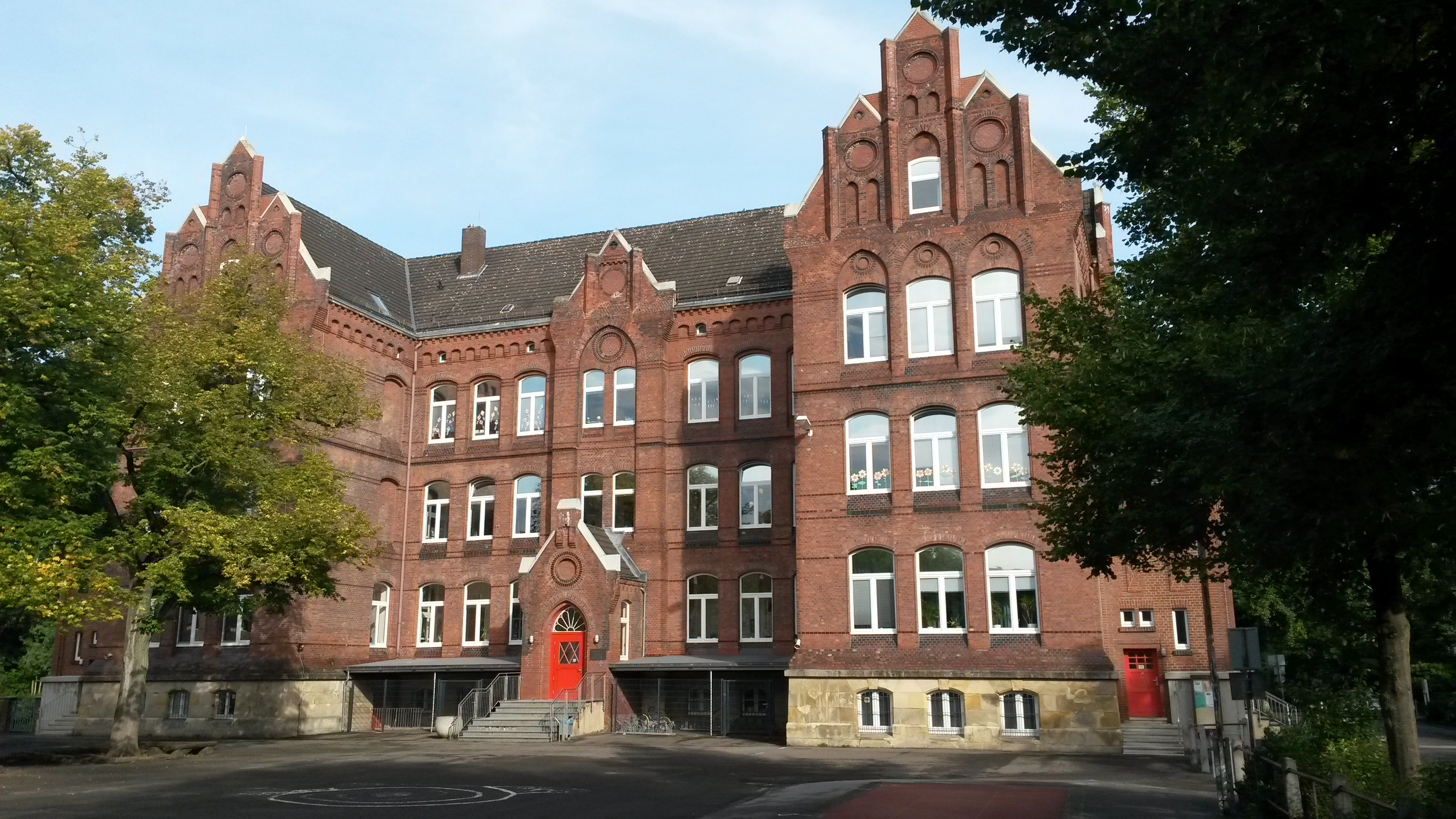
Wilhelm-Oberhaus-Schule

In der Nähe des Wilhelmsplatzes befinden sich die Wilhelm-Oberhaus-Schule, die einzige katholische Grundschule der Stadt und die Pestalozzischule, die einzige Herforder Schule für Lernbehinderte. Bis 30. Januar 2019 war der Träger die Stadt Herford und die Schule hieß Albert-Schweitzer-Schule. Am 1. Februar 2019 wurde sie vom Kreis Herford übernommen und mit der Pestalozzischule Bünde zusammengelegt.  Seitdem trägt sie den Namen „Pestalozzischule, Förderschule des Kreises Herford mit dem Schwerpunkt Lernen, Primarstufe und Sekundarstufe I, Standort Herford“. 
Am Wilhelmsplatz ist ein Studienzentrum der Hamburger Fern-Hochschule für die Studiengänge Betriebswirtschaft, Wirtschaftsrecht, Wirtschaftsingenieurwesen, Ergänzungsstudiengang Wirtschaft angesiedelt. Nebenan befindet sich das Berufskolleg am Wilhelmsplatz des Instituts für Weiterbildung in Wirtschaft und Gesellschaft e. V.

## Sonstiges
Im Neustädter Parkhaus, das am Innenstadtring am Lübbertor steht, hatte das Herforder Lokalradio Radio Herford bis April 2009 seine Studios. Danach zog es ins Elsbachhaus um.
Am Linnenbauerplatz, der selbst bereits zur Herforder Altstadt gehört, ist in einer ehemaligen Möbelfabrik die Stadtbibliothek beheimatet.
In der Komturstraße befindet sich die Herforder Gemeinde der Apostolischen Gemeinschaft e. V.